# سیارک ۲۵۱۸۴
سیارک ۲۵۱۸۴ (به انگلیسی: 25184 Taylorgaines، نامگذاری:1998SL115) بیست و پنج هزار و صد و هشتاد و چهارمین سیارک کشف شده‌است که در ۲۶ سپتامبر ۱۹۹۸ کشف شد.
قدر مطلق سیارک برابر ۱۲.۳ است.